# Tractat de Fontainebleau (1745)
|  | Per a altres significats, vegeu «Tractat de Fontainebleau». |

El Tractat de Fontainebleau fou un tractat signat al castell de Fontainebleau el 24 d'octubre de 1745 entre el rei Lluís XV de França i el pretendent al tron britànic Carles Eduard Stuart. Sobre la base dels termes de l'acord, els signants van acordar establir una aliança militar que va impulsar l'Aixecament jacobita en contra de Jordi II del Regne Unit, que era l'avi del pretendent i alhora elector de Hannover, mentre les dues nacions lluitaven a Europa a la Guerra de Successió Austríaca i a Amèrica en la Guerra del rei Jordi.